# Bożejowice
Bożejowice (niem. Eckersdorf) – wieś w Polsce, w województwie dolnośląskim, w powiecie bolesławieckim, w gminie Bolesławiec, na Pogórzu Kaczawskim w Sudetach.
W latach 1975–1998 miejscowość należała administracyjnie do województwa jeleniogórskiego.

## Nazwa
15 października 1947 r. ustalono urzędową polską nazwę miejscowości – Bożejowice, określając drugi przypadek jako Bożejowic, a przymiotnik – bożejowicki.

## Historia
Dawna osada górnicza  założona w XII lub na początku XIII w. Wielu gwarków z Bożejowic poległo w 1241 roku podczas bitwy pod Legnicą. Ślady prac górniczych są zauważalne do czasów współczesnych w pobliskim lesie. W późniejszych wiekach wieś stanowiła własność miasta Bolesławiec.
We wsi kościół parafialny pw. Matki Bożej Częstochowskiej, budynek jest dawną salą taneczną z XIX w. W pobliskim lesie głaz "Kamień rozbójników" o obwodzie 5,5 m.